# Équivalence hypersonique
En aérodynamique, l'équivalence hypersonique (ou analogie du piston en hypersonique) est la conversion d'un problème d'écoulement non visqueux, hypersonique, bidimensionnel stationnaire sur un corps élancé en un problème unidimensionnel instationnaire en géométrie cylindrique, se prêtant aux calculs analytiques. Cette méthode a été introduite par Wallace D. Hayes en 1947. Elle a servi à caractériser les écoulements supersoniques à une époque où les moyens numériques étaient inexistants, en faisant le lien avec les méthodes de résolution des problèmes de détonation développées antérieurement.

## Le principe d'équivalence
Le corps est décrit par son rayon :
{\displaystyle r(x)=\left\{{\begin{array}{lcl}f(x)~convexe&si&0<x<l\,,\quad f(0)=f(l)=0\\[0.6em]0&si&x>l\end{array}}\right.}
La fonction f est continue mais non nécessairement à dérivée continue.
On définit un paramètre d'élancement :
{\displaystyle \chi ={\frac {max(f)}{l}}<<1}
Le milieu est décrit par la masse volumique {\displaystyle \rho }, la pression {\displaystyle p}, la vitesse {\displaystyle \mathbf {V} =(u,v)^{t}} et l'indice adiabatique {\displaystyle \gamma }. La vitesse du corps est {\displaystyle V_{\infty }} telle que le nombre de Mach
{\displaystyle Ma_{\infty }={\sqrt {\gamma \,p\,\rho ^{-1}}}>>1}.
Les équations d'Euler sont développées à l'ordre 1 en supposant que la vitesse en tout point diffère peu de {\displaystyle V_{\infty }}, :
{\displaystyle u=V_{\infty }+{\tilde {u}}\,,\quad v={\tilde {v}}}
Les perturbations {\displaystyle {\tilde {u}}} et {\displaystyle {\tilde {v}}} sont en {\displaystyle {\mathcal {O}}(\chi )}.
On obtient ainsi le système :
{\displaystyle {\begin{array}{rcl}V_{\infty }{\frac {\partial \rho }{\partial x}}+{\frac {\partial (\rho {\tilde {v}})}{\partial r}}+{\frac {\rho {\tilde {v}}}{r}}=0\\[0.6em]V_{\infty }{\frac {\partial {\tilde {v}}}{\partial x}}+{\tilde {v}}{\frac {\partial {\tilde {v}}}{\partial r}}+{\frac {1}{\rho }}{\frac {\partial p}{\partial r}}=0\\[0.6em]V_{\infty }{\frac {\partial }{\partial x}}(p\rho ^{-\gamma })+{\tilde {v}}{\frac {\partial }{\partial r}}(p\rho ^{-\gamma })=0\end{array}}}
Dans ce système la composante longitudinale u de la vitesse n'apparaît pas, son gradient étant en {\displaystyle {\mathcal {O}}(\chi ^{2})}.
À titre de comparaison, les équations pour un système unidimensionnel instationnaire s'écrit :
{\displaystyle {\begin{array}{rcl}{\frac {\partial \rho }{\partial t}}+{\frac {\partial (\rho v)}{\partial r}}+{\frac {\rho v}{r}}=0\\[0.6em]{\frac {\partial v}{\partial t}}+v{\frac {\partial v}{\partial r}}+{\frac {1}{\rho }}{\frac {\partial p}{\partial r}}=0\\[0.6em]{\frac {\partial }{\partial t}}(p\rho ^{-\gamma })+v{\frac {\partial }{\partial r}}(p\rho ^{-\gamma })=0\end{array}}}
On passe d'un système à l'autre par l'équivalence formelle {\displaystyle {\frac {\partial }{\partial t}}={\frac {\partial }{\partial x}}{\frac {dx}{dt}}=V_{\infty }{\frac {\partial }{\partial x}}}. Par suite on peut assimiler les solutions du premier problème à celles du second que l'on interprète comme un problème instationnaire en coordonnées cylindriques dans lequel une paroi (le « piston ») pousse (ou tire) l'air à partir de l'axe, à la vitesse {\displaystyle {\frac {d}{dt}}\left[r(x=V_{\infty }t)\right]}. Ce problème, décrivant une détonation, est de dimension 1 en espace, donc beaucoup plus facile à résoudre. Il permet d'utiliser les résultats de la théorie correspondante de l'onde de détonation Taylor-von Neumann-Sedov obtenus à partir d'une hypothèse d'autosimilitude.

## Applications

### Traînée et position du choc
La théorie basée sur l'hypothèse d'autosimilitude permet de connaître la pression pariétale en fonction de l'énergie linéique {\displaystyle E} de la source. En géométrie cylindrique,
{\displaystyle p=k\,{\frac {(\rho _{\infty }E)^{\frac {1}{2}}}{t}}\,,\quad k={\frac {\gamma ^{2(\gamma -1)/(2-\gamma )}}{2^{(4-\gamma )/(2-\gamma )}}}}
Cette énergie est égale au travail de la force appliquée sur l'objet : sa traînée {\displaystyle F} qui vaut par définition
{\displaystyle F={\frac {1}{2}}\rho _{\infty }\pi r^{2}C_{x}V_{\infty }^{2}}
où {\displaystyle C_{x}} est le coefficient de traînée.
L'analogie hypersonique permet d'écrire  {\displaystyle t={\frac {x}{V_{\infty }}}}. En utilisant l'expression de la vitesse du son  {\displaystyle a_{\infty }={\sqrt {\gamma p/\rho }}}  et la définition du nombre de Mach {\displaystyle Ma_{\infty }={\frac {V_{\infty }}{a_{\infty }}}} on en déduit le profil de pression
{\displaystyle {\frac {p}{p_{\infty }}}=k\,\gamma \,Ma_{\infty }^{2}C_{x}^{\frac {1}{2}}\left({\frac {x}{2r}}\right)^{-1}}
Cette expression donne des résultats honorables même lorsqu'on l'utilise hors du champ des hypothèses, par exemple sur la partie postérieure d'un corps émoussé,. Cette expression ne donne pas un profil de pression ab initio puisqu'elle suppose la donnée du coefficient de traînée.
On obtient de la même façon la position du choc à partir de sa position pour une détonation
{\displaystyle r_{c}=\left({\frac {E}{\rho _{\infty }}}\right)^{\frac {1}{4}}t^{\frac {1}{2}}}
ce qui conduit à un profil donné par
{\displaystyle {\frac {r_{c}(x)}{r(x)}}=(\pi C_{x})^{\frac {1}{4}}\left({\frac {x}{2r(x)}}\right)^{\frac {1}{2}}}

### Autre application
Cette méthode a également servi dans l'étude des phénomènes d'oscillations des ailes d'avion en supersonique.